# Kurt-Fritz von Graevenitz
Kurt-Fritz von Graevenitz (* 31. August 1898 in Kreuth; † 20. November 1987 in München) war ein deutscher Diplomat in der Weimarer Republik, der Zeit des Nationalsozialismus und in der Bundesrepublik.

## Leben
Kurt-Fritz von Graevenitz war Sohn des württembergischen Generals Theodor von Graevenitz. Er besuchte in Stuttgart das Eberhard-Ludwigs-Gymnasium, wurde im Sommer 1916 Soldat und 1919 als Leutnant entlassen. Von 1919 bis 1922 studierte er in Tübingen und Leipzig Rechtswissenschaften und promovierte 1925. Am 23. Oktober 1940 beantragte er die Aufnahme in die NSDAP und wurde zum 1. Februar 1942 aufgenommen (Mitgliedsnummer 8.735.119).
1922 trat Graevenitz als Attaché in den Dienst des Auswärtigen Amts ein und wurde in Istanbul, Bagdad, Budapest, Rom und Tunis eingesetzt. Ab 1938 war er bei der Gesandtschaft in Athen und kehrte nach dem Balkanfeldzug dorthin als Gesandtschaftsrat I. Klasse in die „Dienststelle des Bevollmächtigten des Reichs für Griechenland“ zurück. Am 21. Oktober 1943 übernahm er von Günther Altenburg die Leitung der Dienststelle und wurde noch zum Generalkonsul befördert. Er berichtete an den „Sonderbevollmächtigten des Auswärtigen Amts für Südosten“ Hermann Neubacher mit Sitz in Belgrad, der auch „Sonderbeauftragter des Reiches für wirtschaftliche und finanzielle Fragen in Griechenland“ war.
Bei der vom HSSPF Walter Schimana angeordneten Deportation der Juden aus Athen protestierte er, weil außer den staatenlosen und den griechischen Juden auch Juden mit anderer Staatsangehörigkeit deportiert wurden, ohne ihn als zuständigen Vertreter des Auswärtigen Amtes vorher zu konsultieren, zumal eine vorherige Abstimmung zwischen dem Reichssicherheitshauptamt und Reichsaußenminister Joachim von Ribbentrop vereinbart worden war: „In der Nacht vom 24. auf den 25. März 1944 erfolgte die Sistierung aller griechischen, staatenlosen und ausländischen Juden“ durch den BdS Walter Blume „ohne Abstimmung mit meiner Dienststelle“. Der HSSPF habe sich bei ihm entschuldigt, dass er daran nicht gedacht habe. „Alle Juden – mit Ausnahme der türkischen und feindstaatlichen Juden – wurden am 2. April … abtransportiert … Immerhin wurden Güterwagen mit eingesetzten Bänken benutzt.… hoffe ich, daß die ohne das energische Eingreifen der Dienststelle sicher zu erwartenden Beschwerden der betroffenen Fremdstaaten ausbleiben werden“. Graevenitz hatte sich also um die diplomatischen Proteste Spaniens, Ungarns und der Türkei gesorgt.
Über die Sühnemaßnahmen berichtete er an Neubacher am 28. Juli 1944: „Sühnemaßnahmen längere Zeit hindurch nicht notwendig. Kürzlich wie gemeldet, Sühnemaßnahmen in Attika und Peloponnes. Richtlinien hierbei beachten. Wirkung auf Öffentlichkeit nicht feststellbar. Dagegen hat die gemeldete Vernichtung Dorf Distomon vergiftend gewirkt.“.
Nach Kriegsende wurde von Graevenitz zehn Monate interniert. Er versuchte danach als Redakteur den Lebensunterhalt seiner Familie zu bestreiten. Über seine Entnazifizierung ist nichts bekannt. Auch Günther Altenburg blieb von einer Strafverfolgung verschont. Anfang der 1960er Jahre wurden von der Staatsanwaltschaft Koblenz noch einmal Ermittlungen wegen der Beteiligung an den Kriegsverbrechen in Griechenland aufgenommen, aber ergebnislos eingestellt.
Am 17. Juli 1951 wurde er wieder ins Auswärtige Amt übernommen und leitete drei Jahre lang die Diplomatenausbildungsstätte in Speyer. Von 1955 bis 1959 war er Generalkonsul in Istanbul, danach in Zürich. Von 1961 bis 1963 war er als Nachfolger von Richard Hertz Botschafter in Mexiko. Nach seiner Pensionierung war er noch Lehrgangsleiter an der Führungsakademie der Bundeswehr in Hamburg.

## Werke
- Die Tanger-Frage: Eine völkerrechtsgeschichtliche Studie. F. Dümmlers Verlh., Berlin 1925.